# Villejoubert
Villejoubert ist eine französische Gemeinde mit 367 Einwohnern (Stand 1. Januar 2022) im Département Charente in der Region Nouvelle-Aquitaine (vor 2016 Poitou-Charentes); sie gehört zum Arrondissement Confolens (bis 2017 Angoulême) und zum Kanton Boixe-et-Manslois. 

## Geographie
Villejoubert liegt etwa 25 Kilometer nordnordwestlich von Angoulême. Umgeben wird Villejoubert von den Nachbargemeinden Saint-Amant-de-Boixe im Norden, Süden und Westen, Aussac-Vadalle im Norden und Osten sowie Tourriers im Osten und Südosten.

## Bevölkerungsentwicklung
| 1962                       | 1968 | 1975 | 1982 | 1990 | 1999 | 2006 | 2019 |
| -------------------------- | ---- | ---- | ---- | ---- | ---- | ---- | ---- |
| 139                        | 127  | 165  | 256  | 279  | 293  | 326  | 338  |
| Quellen: Cassini und INSEE |      |      |      |      |      |      |      |

## Sehenswürdigkeiten
- Kirche Saint-Lazare, seit 1934 Monument historique
- Kapelle La Mascarine aus dem 11. Jahrhundert
- Reste des Castrums von Andone aus gallorömischer Zeit (später vermutlich karolingische Festung), Monument historique seit 1986
- Schloss La Barre aus dem 15. Jahrhundert, Monument historique seit 1990

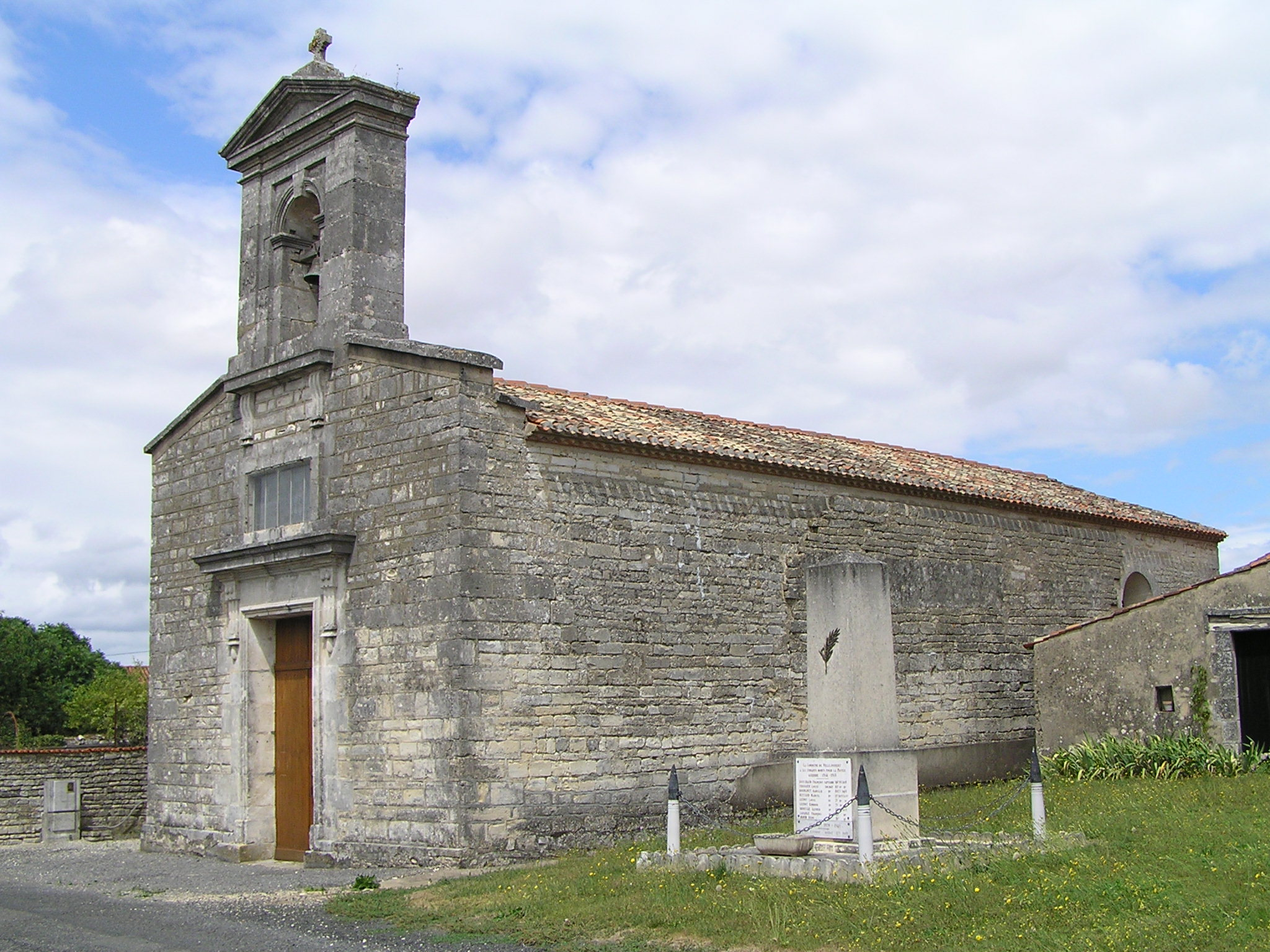
Kirche Saint-Lazare
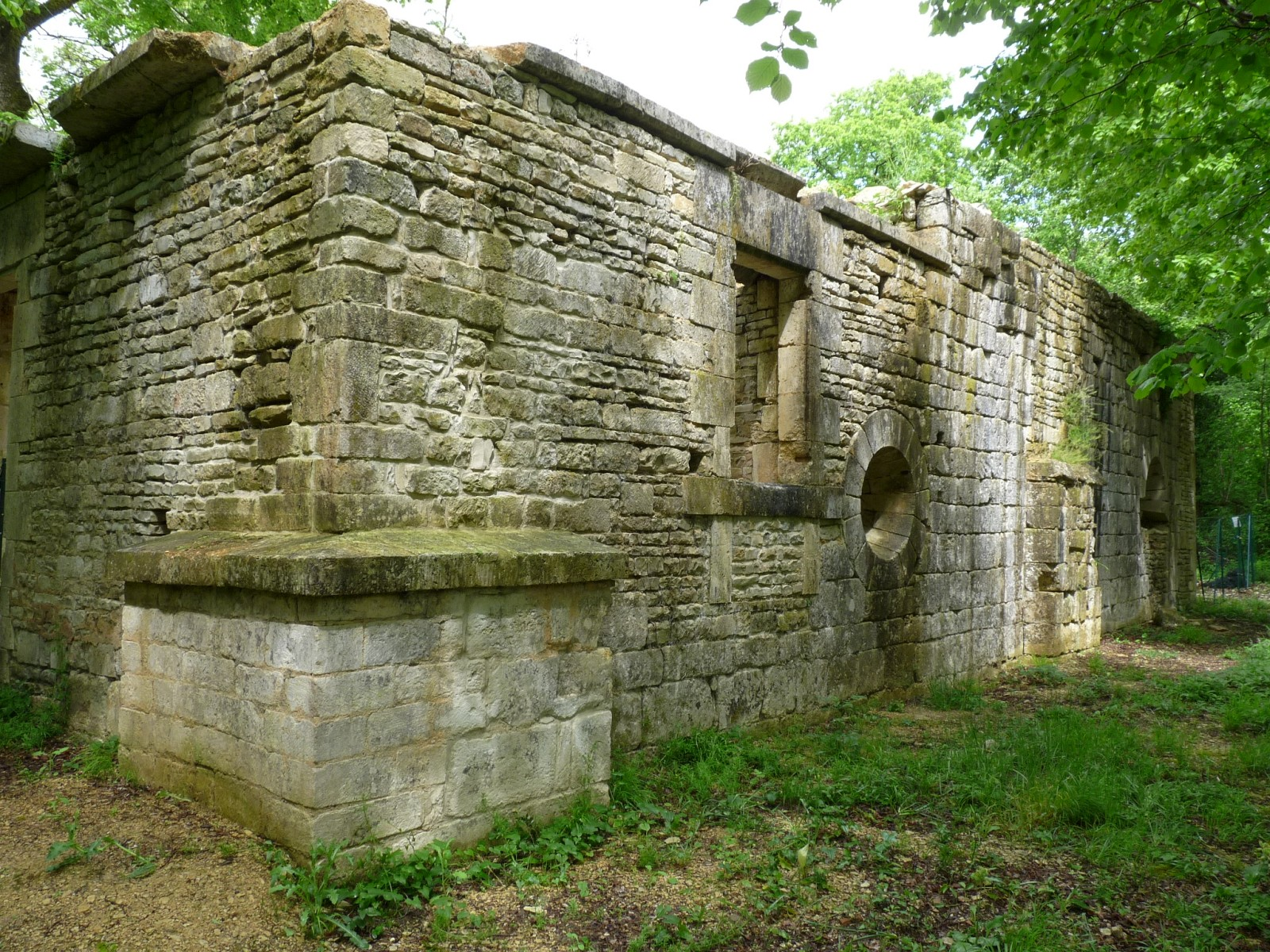
Kapelle La Mascarine
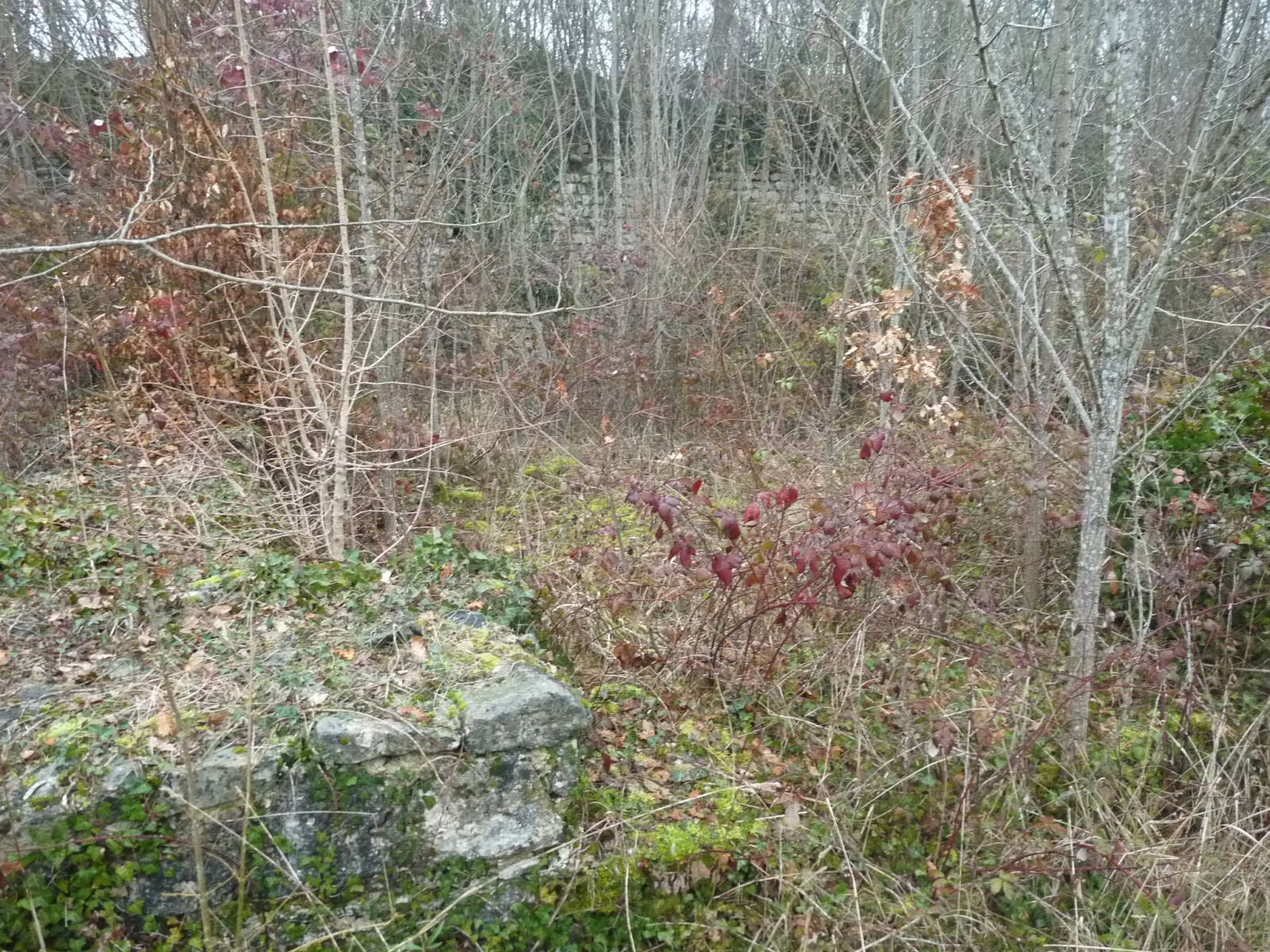
Castrum Andone
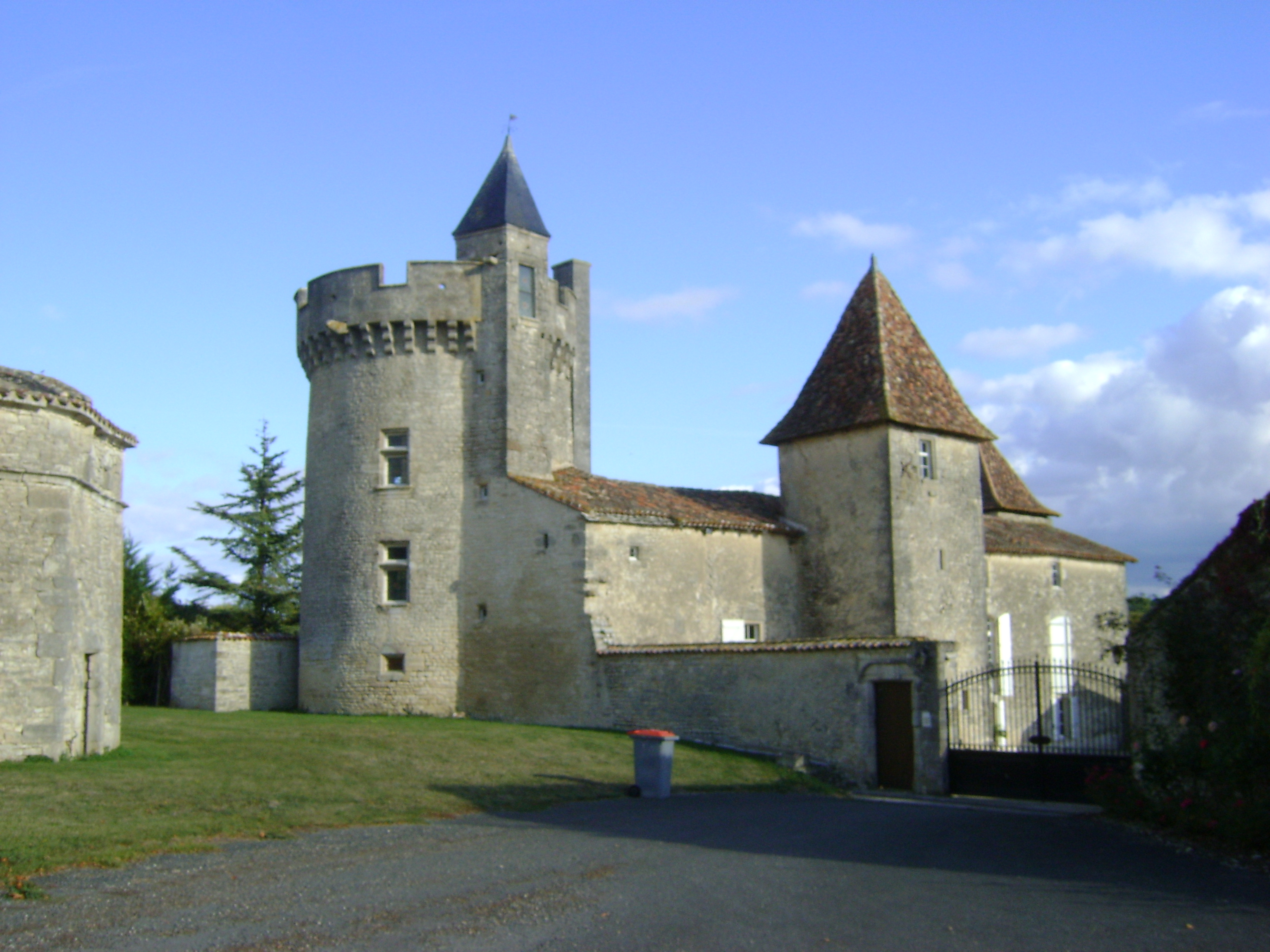
Schloss La Barre